# Џул по килограмкелвину
Џул кроз килограм-келвин је јединица којом се изражава специфична топлота у СИ систему. 
Добија се помоћу основних јединица из СИ система:

## Специфичне топлоте неких тела
| Супстанција                                                      | Агрегатно стање | Специфична топлота J/(kg·K) |
| ---------------------------------------------------------------- | --------------- | --------------------------- |
| Алуминијум                                                       | чврсто          | 900                         |
| Месинг (Cu и Zn)                                                 | чврсто          | 377                         |
| бакар                                                            | чврсто          | 385                         |
| Дијамант                                                         | чврсто          | 502                         |
| Етанол                                                           | течно           | 2460                        |
| Злато                                                            | чврсто          | 129                         |
| Графит                                                           | чврсто          | 720                         |
| Гвожђе                                                           | чврсто          | 444                         |
| Литијум                                                          | чврсто          | 3582                        |
| Жива                                                             | течно           | 139                         |
| Нафта                                                            | течно           | ≈ 2000                      |
| Вода                                                             | течно           | 4186                        |
| Вода                                                             | чврсто (0 °C)   | 2060                        |
| тамо где другачије није назначено употребљени су нормални услови |                 |                             |